# Konstantinos Petrou Kavafis
Konstantinous Petrou Kavafis (Κωνσταντίνος Καβάφης) eller C.P. Cavafy (29. april 1863 – 29. april 1933) var en græsk digter.
Kavafis blev født i Alexandria, Egypten og tilbragte det meste af sit liv der. Han var bureaukrat i det egyptiske Ministerium for Offentlige Arbejder i 30 år. Hans vigtigste værker blev skabt, efter at han var fyldt 40 år; han vakte næsten ingen opmærksomhed før 1920erne.
Han er nu anerkendt som en af moderne græsk litteraturs bedste digtere.